# Heinrich von Schroeter

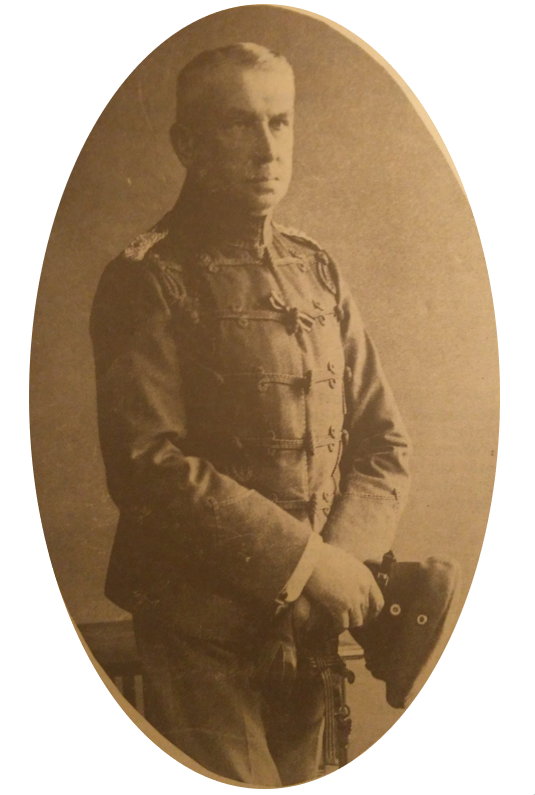
Polizeipräsident Heinrich von Schroeter

Heinrich Karl Sigismund Schroeter, seit 1901 von Schroeter, (* 23. September 1856 in Breslau; † 25. Februar 1945 in Trebnitz, Niederschlesien) war ein preußischer Verwaltungsjurist, Landrat und Polizeipräsident. Er war der Bruder von Paul von Schroeter.

## Leben
Schroeter studierte an den Universitäten Breslau und Bonn Jura. Dort war er Mitglied des Corps Borussia Breslau und 1875 wurde er Mitglied des Corps Palatia Bonn. Er begann seinen beruflichen Werdegang im Jahr 1877 als Gerichtsreferendar in Breslau. 1880 wurde er dort zum Regierungsreferendar ernannt und war seit 1882 als Regierungsassessor in Stettin sowie seit 1883 in Oppeln beschäftigt. 1885 amtierte Schroeter als Landrat im Kreis Pleß, bis er 1898 als Polizeidirektor in Stettin wurde. Seit dem Jahr 1900 amtierte Schroeter als Polizeipräsident in Stettin und wechselte von 1903 bis 1918 als Polizeipräsident nach Kiel. Am 18. Januar 1901 wurde er in den preußischen Adelsstand erhoben. 1904 wurde er zum Rat III. Klasse ernannt, und von Edward VII zum Honorary Commander der Royal Victorian Order ernannt.
Schroeter heiratete am 24. Mai 1887 in Breslau Maria, geb. Walter (1864–1945). Mit ihr hatte er drei Söhne, Günther, Hans-Erich und Heinrich und eine Tochter, Ilse.  Das Ehepaar und ihre Tochter starben bei der Besatzung der Stadt Trebnitz durch die Rote Armee im Jahr 1945.